# Классный мюзикл
«Классный мюзикл» (англ. High School Musical) — музыкальный молодёжный телефильм кинокомпании Уолта Диснея. Премьера фильма состоялась 20 января 2006 года в США на телеканале Диснея («Disney Channel»).

## Сюжет
США, штат Нью-Мексико, город Альбукерке. На новогодней вечеринке встречаются Трой Болтон (Зак Эфрон), баскетболист, и Габриэлла Монтес (Ванесса Хадженс), отличница. Они в тот же вечер, встретив Новый Год вместе, обмениваются фотографиями и номерами телефонов. Когда начинается учебный год, оказывается, что Габриэлла перешла в ту же школу, где учится Трой. Вместе они решают тайно прослушаться для школьного мюзикла. Вскоре это решение переворачивает вверх дном и их мир, и их школу.

## Трансляция
Премьера фильма в Дании состоялась 28 января 2006 года, в Австралии, Новой Зеландии, Мексике, Японии и на Филиппинах — летом 2006 года, и только осенью — в основных странах Европы. Премьера в России — 24 мая 2008 года (на первом канале).

## Продолжения фильма
Компания Уолта Диснея годом позже выпустила продолжение фильма — «Классный мюзикл: Каникулы» (2007). 22 октября 2008 года на экраны вышел третий фильм серии — «Классный мюзикл: Выпускной». В 2011 году вышел фильм «Невероятное приключение Шарпей», являющийся ответвлением «Классного мюзикла» с Эшли Тисдэйл в главной роли.

## В ролях
| Актёр               | Роль                            |
| ------------------- | ------------------------------- |
| Зак Эфрон           | Трой Болтон                     |
| Ванесса Энн Хадженс | Габриэлла Монтес                |
| Эшли Тисдейл        | Шарпей Эванс                    |
| Лукас Грейбил       | Райан Эванс                     |
| Элисон Рид          | Мисс Дарбус                     |
| Корбин Блю          | Чед Дэнфорт                     |
| Моник Коулман       | Тейлор МакКесси                 |
| Олеся Рулин         | Келси Нилсен                    |
| Крис Уоррен мл.     | Зик Бейлор                      |
| Райн Санборн        | Джейсон Кросс                   |
| Кейси Стро          | Марта Кокс                      |
| Барт Джонсон        | тренер Джек Болтон (отец Троя)  |
| Сокорро Эррера      | госпожа Монтес (мама Габриэллы) |
| Джоуи Мияшима       | господин Мацуи (директор школы) |

## Музыкальные номера
1. Вверх в облака (англ. «Start of something new») — Трой и Габриэлла (канун Нового года, лыжный курорт)
2. Ты владеешь мячом (англ. «Get'cha Head in the Game») — Трой и игроки баскетбольной команды (тренировка в школьном спортзале)
3. В небе рисовать (англ. «What I've Been Looking For») — Райан и Шарпей (прослушивание в школьном актовом зале)
4. В небе рисовать (англ. «What I've Been Looking For (Reprise)») — Трой и Габриэлла (после прослушивания, в школьном актовом зале)
5. Рушится шар Земной (англ. «Stick to the Status Quo») — Зик, Марта, Скейтер Дуд, Шарпей, Райан и другие школьники (школьный кафетерий)
6. Когда ты и я были вместе (англ. «When There Was Me and You») — Габриэлла (класс химии и школьный коридор)
7. По головам (англ. «Bop to the Top») — Райан и Шарпей (второе прослушивание, школьный актовый зал)
8. Наш звёздный час (англ. «Breaking Free») — Трой и Габриэлла (второе прослушивание, школьный актовый зал)
9. Рука к руке (англ. «We're All in This Together») — Трой, Габриэлла, Шарпей, Райан, «Дикие коты» (после выигранного матча в школьном спортзале)

High School Musical-1 вошел в Книгу рекордов Гиннесса как первый телевизионный фильм, девять песен из которого одновременно появились в списке 100 наиболее популярных песен на сайте Billboard Hot 100.
Саундтрек телефильма получил награду от Billboard Music Award как лучший саундтрек 2006 года, стал четырежды платиновым в Ирландии, дважды платиновым в Испании и Великобритании, платиновым в Италии и золотым во Франции, Германии и Португалии. Со времени своего выхода 10 января 2006 года шесть отдельных песен из High School Musical-1 стали «Золотыми синглами». В США диск с музыкой из телефильма не только стал альбомом 2006 года N1, но также саундтреком N1 и детским альбомом года N1.